# Barret MRAD
Das Barrett MRAD oder multi-role adaptive design ist ein Scharfschützengewehr, das von der Barrett Firearms Manufacturing, Inc entworfen wurde, um die Anforderungen des SOCOM Precision Sniper Rifle (PSR) zu erfüllen. Das MRAD basiert auf dem Barrett M98B mit einer Reihe von Modifikationen und Verbesserungen.

## Geschichte

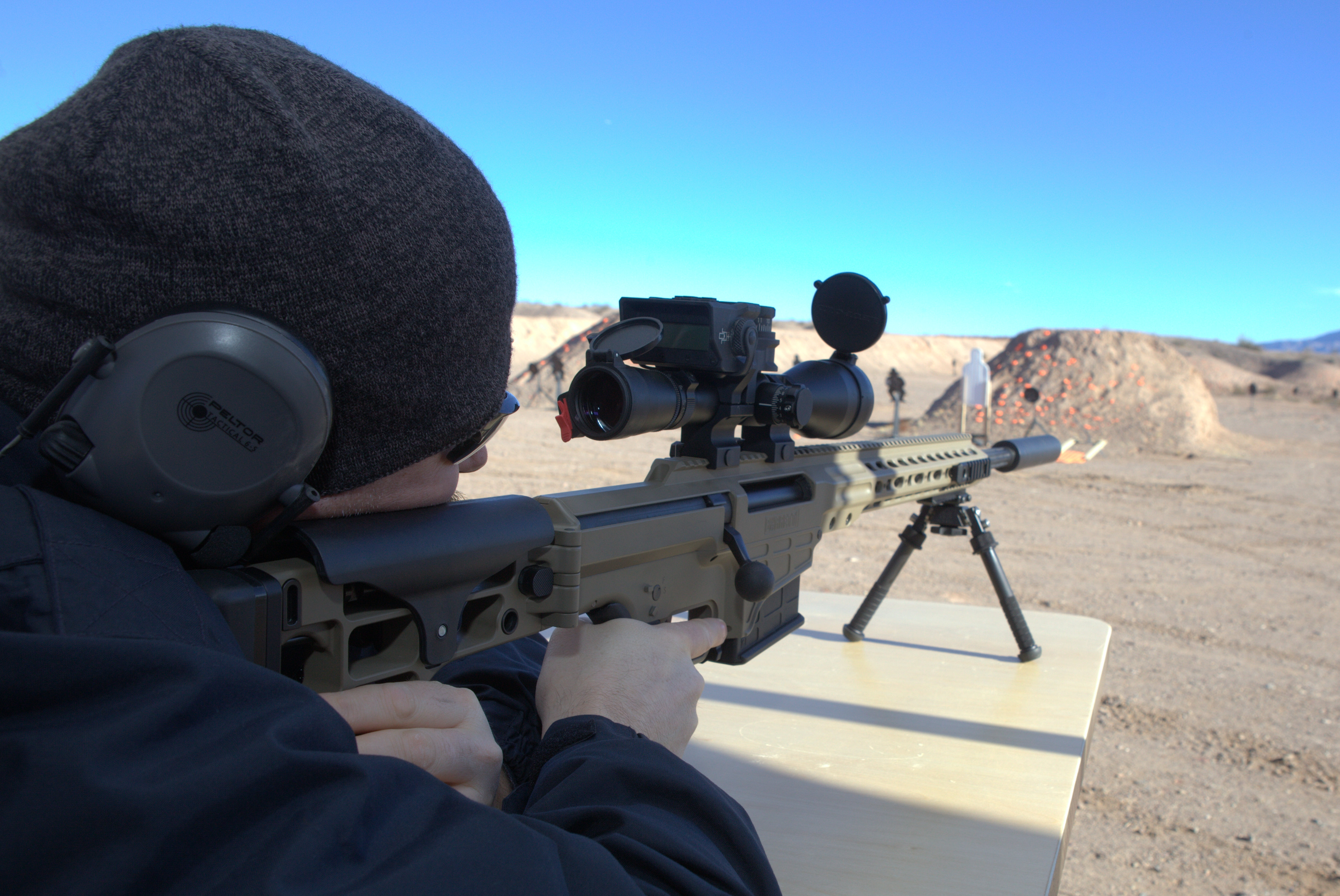
Barrett MRAD im Kaliber .308 Winchester mit Schalldämpfer.

Nachdem das United States Special Operations Command (USSOCOM) im Dezember 2009 seinen Wunsch nach einem neuen Präzisionsscharfschützengewehr angekündigt hatte, entwickelte Barrett das MRAD gemäß den von SOCOM festgelegten Spezifikationen. Dazu gehörte maximale Schussabweichung von 1,0 Winkelminute (engl. MOA) von 300 bis 1500 Meter, sowie das Durchschlagen einer NIJ Level III Schutzweste auf bis zu 900 Metern.
Das spezielle Modell des MRAD, das für den PSR-Wettbewerb eingereicht wurde, war mit einem 62 cm langen Lauf ausgestattet und wog 6,7 kg (ohne Optik). Im Jahr 2013 wurde das Remington Modular Sniper Rifle zum Sieger des PSR-Wettbewerbs gewählt.
Im Jahr 2019 erteilte das U.S. Special Operations Command, Barrett Manufacturing jedoch einen Auftrag über 50.000.000 Dollar und bestellte das Barrett MRAD, welches in dem Kaliber .338 Norma Magnum für das Advanced Sniper Rifle (ASR) Projekt als Mk 22 ASR genutzt wird. Das ausgegebene Gewehr umfasst austauschbare Läufe und Verschlüsse mit den Kalibern .308 Winchester, .300 Norma Magnum und .338 Norma Magnum.

## Technik
Das MRAD baut auf dem erfolgreichen Barrett 98B auf und weist zahlreiche Verbesserungen auf, wie z. B. einen Klappschaft, der den Transport des Gewehrs erleichtert. Im zusammengeklappten Zustand rastet der Schaft um den Verschlussgriff herum ein, was die Sicherheit beim Transport des Gewehrs erhöht, ohne die Breite im eingeklappten Zustand zu vergrößern.
Ein wesentliches Merkmal des MRAD (und Voraussetzung der militärischen PSR-Anforderung) ist die Fähigkeit, den Lauf/Kaliber im Einsatzgebiet zu wechseln. Durch Lösen von zwei Torx-Schrauben im Gehäuse kann der Lauf von der Vorderseite des Gehäuses/Handschutzes entfernt werden. Mit nur einem einfachen Wechsel des Verschlusskopfes und in einigen Fällen einem Magazinwechsel kann das Kaliber gewechselt werden. Der werkseitig eingestellte Verschlusskopf wird mit jedem Lauf geliefert. Ein Lauf-/Kaliberwechsel kann in weniger als zwei Minuten erfolgen. Zusätzlich zu den typischen, vom Militär geforderten Kalibern .338 Lapua Magnum, .300 Winchester Magnum und .308 Winchester bietet Barrett auch populäre Kaliberumrüstsätze in .338 und .300 NORMA, 7 mm Remington, .260 Remington und 6,5 mm Creedmoor an. Lauflängen werden in 17" bis 26" angeboten, jedoch nicht in allen Kalibern. Die Läufe sind in kannelierten und schweren Profilen erhältlich. Das Abzugsmodul kann ohne Werkzeug entfernt werden, wodurch der Zugang zu dem vom Benutzer einstellbaren Abzugsgewicht und Nachzugsweg ermöglicht und die Reinigung erleichtert wird. Zu den weiteren Merkmalen des MRAD gehören eine Ein-Knopf-Zuglängeneinstellung, eine einstellbare Wangenauflagehöhe, eine Polymer-Verschlussführung, die als Staubschutzabdeckung dient, um das Eindringen von Schmutz in das Patronenlager zu reduzieren, eine vom Benutzer umkehrbare Sicherung, im AR-15-Stil, eine beidhändige Magazinentriegelung und die Möglichkeit, Standard-Pistolengriffe des M16/AR15-Stils aufzunehmen.

## Nutzerstaaten

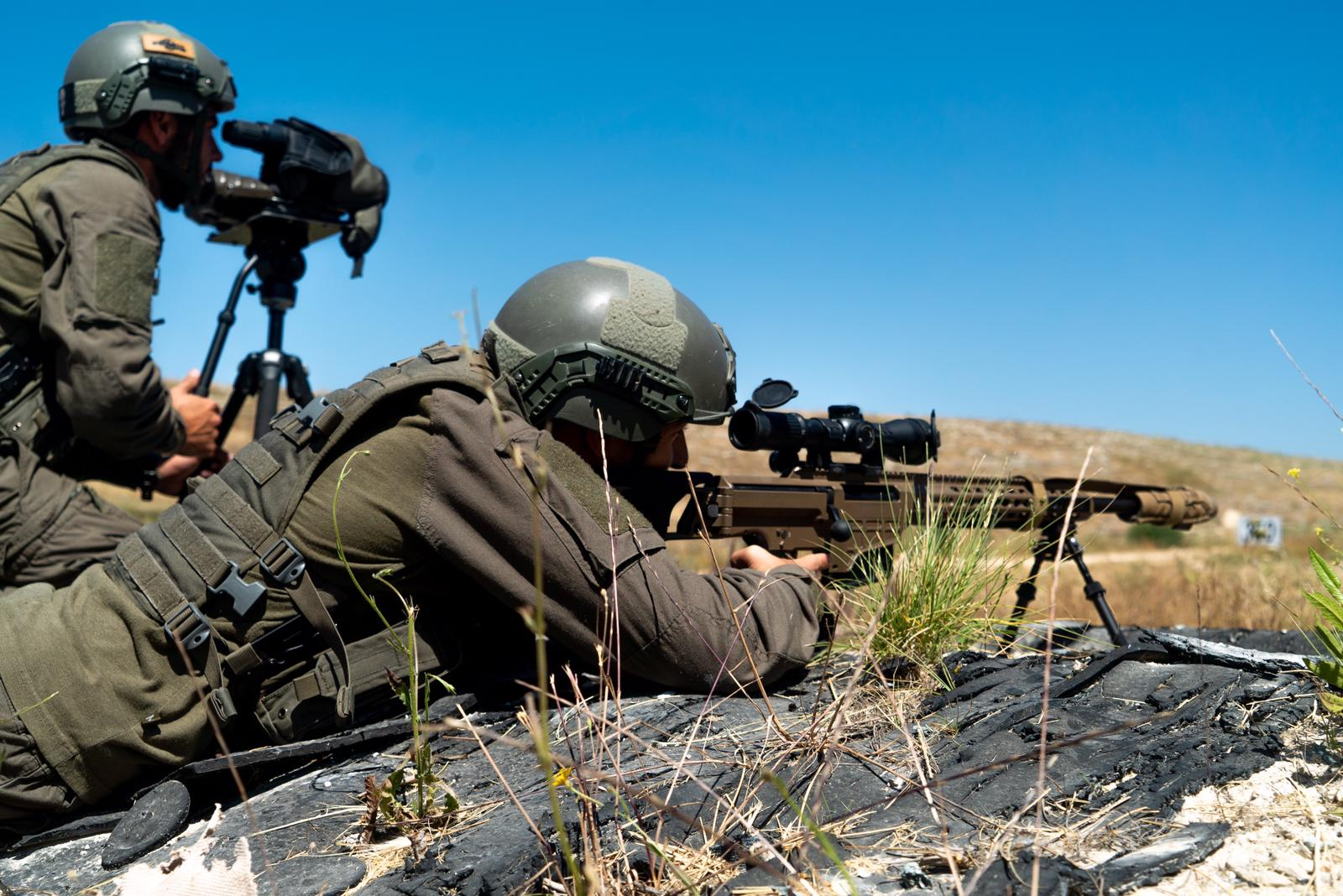
Israel Defense Forces Scharfschützen schießen mit einem Barrett MRAD Kaliber 7.62x51 mm NATO

- Indonesien: Beschafft für die Sondereinheiten der indonesische Nationalpolizei (POLRI), Brimob.
- Israel:  Im Jahr 2013 wurde das MRAD von der JAMAM als ihr neues Scharfschützengewehr angenommen, um die alten PGM 338 Gewehre zu ersetzen. Im Jahr 2018 kauften auch die israelischen Verteidigungskräfte das MRAD.[6][7][8]

- Neuseeland:  Wurde 2017 als Ersatz für die Arctic Warfare im Kaliber 7,62mm NATO eingeführt.[9][10]
- Norwegen: Die norwegischen Streitkräfte orderten es im Jahr 2013. Die norwegischen Sondereinsatzkräfte nutzen es seit 2015. Es wurde aber auch schon in den Händen von Sondereinheiten der norwegischen Polizei gesichtet.[11][12]
- Vereinigte Staaten: als Mk 22 Advanced Sniper Rifle (ASR) vom USSOCOM gekauft.[13]